# Orde van het Britse Rijk
De Orde van het Britse Rijk (Engels: The Most Excellent Order of the British Empire, afkorting: OBE) is een Britse ridderorde, opgericht op 4 juni 1917 door koning George V. In principe wordt de onderscheiding toegekend aan staatsburgers van het Verenigd Koninkrijk of andere landen waarvan de Britse koning het staatshoofd is, maar ook inwoners van andere landen kunnen deze onderscheiding ontvangen.

In 1918 werd de orde gesplitst in een militaire en een civiele afdeling, "Division" genoemd. De kleinoden en sterren zijn voor beide divisies, de Militaire Divisie en de Civiele Divisie gelijk, maar de militairen dragen een lint met een dunne grijswitte middenstreep.

De Orde kent een soeverein, een grootmeester en vijf graden. 
Het motto van de orde is: "For God and the Empire".

## De vijf rangen
De souverein van de Orde van het Britse Rijk is de regerend koning of koningin van het Verenigd Koninkrijk.
De Britse regering benoemt een grootmeester, sinds 2024 is dat koningin Camilla. Haar voorgangers waren Edward, prins van Wales (1917–1936), koningin Mary (1936–1953), en prins Philip, hertog van Edinburgh (1953–2021). Van 2021 tot 2024 was de functie vacant. Officieel is zij Grand Master and First and Principal Knight Grand Cross of the Most Excellent Order of the British Empire.
Ridder en dame-grootkruis
De ridders en dames-grootkruis (Knights en Dames Grand Cross) dragen het kruis van de orde aan een keten of aan een breed lint over de rechterschouder. Op de linkerborst dragen de grootkruisen een zilveren ster. De grootkruisen dragen bij bijzondere gelegenheden een roze satijnen met parelgrijs satijn gevoerde mantel met de ster van de orde op de linkerschouder. Zij mogen de letters GBE achter hun naam plaatsen en verkrijgen het persoonlijke adeldom. Dat houdt in dat de echtgenote of weduwe van een Knight Grand Cross: "Lady ....." genoemd wordt.
Ridder en dame-commandeur
De ridders en dames-commandeur (Knights en Dames Commander) dragen het kruis van de orde aan een lint om de hals. Op de linkerborst dragen zij een zilveren plaque. Zij mogen de letters KBE (Knights) of DBE (Dames) achter hun naam plaatsen en verkrijgen het persoonlijke adeldom (en mogen het predicaat Sir of Dame voeren). Dat houdt in dat de echtgenote of weduwe van een Knight Commander: "Lady ....." genoemd wordt.
Commandeur
De commandeurs (Commanders) dragen het kruis van de orde aan een lint om de hals of, in het geval van dames, aan een strik op de linkerschouder. Zij mogen de letters CBE achter hun naam plaatsen.
Officier
De officieren (Officers) dragen het gouden, niet-geëmailleerde, kruis van de orde aan een lint of strik op de linkerschouder. Zij mogen de letters OBE achter hun naam plaatsen.
Lid
De leden (Members) dragen het zilveren, niet-geëmailleerde, kruis van de orde aan een lint of strik op de linkerschouder. Zij mogen de letters MBE achter hun naam plaatsen.
De ketens worden in bruikleen gegeven, alle andere versierselen zijn eigendom van de gedecoreerde personen.

## De medaille

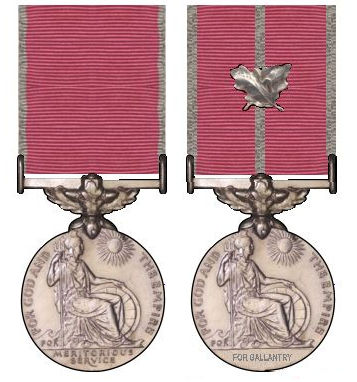
Tweemaal de medaille, voor verdienste en voor dapperheid

Aan de orde is ook een medaille, de British Empire Medal, voor 1922 Medal of the Order of the British Empire geheten, verbonden, die aan het lint van de orde worden gedragen. Militairen dragen een lint met een smalle grijswitte middenstreep. Het is (ook voor buitenlanders) gebruikelijk om de letters: "B.E.M.", achter de naam te plaatsen.

Wanneer deze medaille, die ook naast de orde kan worden gedragen en verleend, voor dapperheid werd toegekend, worden op het lint twee ineengestrengelde zilveren eikenbladeren bevestigd.
Op de medaille is een zittende Brittania afgebeeld onder een zon. Op de afsnede van de medaille is ruimte voor de tekst: "MERITORIOUS SERVICE" of "GALLENTRY".
De medaille kreeg sterk het karakter van een "medaille voor de gewone man". De zeer standsbewuste Britse regering verleende de medaille aan personen die niet voor een ridderorde in aanmerking kwamen, bijvoorbeeld omdat zij met hun handen werkten. De dragers van de medaille waren dan ook geen lid van de Orde van het Britse Rijk.
De medaille voor moed was zeer in aanzien en werd alleen na bijzondere daden die getuigden van dapperheid en opofferingsgezindheid uitgereikt. De dragers van de medaille kregen gelegenheid om de medaille in te ruilen voor een George Cross, de op een na hoogste Britse onderscheiding. Niet iedereen heeft daarvan gebruik gemaakt.
In het Verenigd Koninkrijk werd de medaille tussen 1992 en 2012 niet meer verleend, een aantal landen van het Gemenebest kende deze onderscheiding nog wel toe. Daaronder zijn Saint Lucia, Saint Vincent en de Grenadines en Papoea-Nieuw-Guinea, de Bahama's en de Cookeilanden.
In 2012 kwam de conservatieve regering van premier Cameron terug op het besluit van de regering-Major. John Major had het element van klasse-onderscheid willen verminderen door de medaille te schrappen. In de Birthday Honours List van 2012 keerde de medaille weer terug als: "working-class honour". De herintroductie werd goed ontvangen.

## De titels en afkortingen

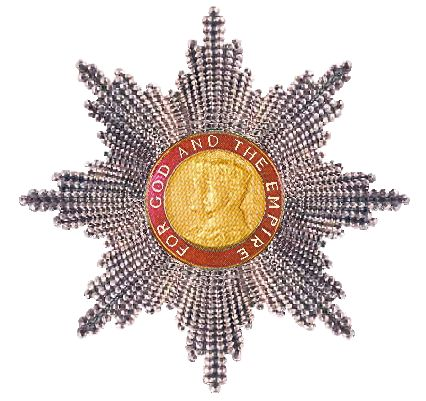
Ster van ridder Grootkruis

Iedereen die in de Orde van het Britse Rijk is opgenomen is gerechtigd de afkorting van de verkregen rang, zogeheten postnominale letters achter zijn naam te zetten. Dat geldt ook voor de buitenlandse ‘honoraire’ leden. Ook in de Verenigde Staten van Amerika worden deze letters gebruikt. De buitenlandse leden verkrijgen geen Brits adeldom. Toch is het niet ongebruikelijk om een honorair ridder-commandeur of honorair ridder-grootkruis beleefdheidshalve met: "Sir" of "Dame", aan te spreken.
De hoogste twee rangen zijn 'knightly', wat wil zeggen dat er een adellijke, ridderlijke titel aan is verbonden: heren plaatsen de titel Sir voor hun naam en dames de titel Dame (met de afkorting van rang achter de naam). Het is hierbij de gewoonte dat de echtgenote van een 'knight' de titel Lady voert (zoiets geldt echter niet voor de echtgenoot van een 'dame'). Knights en Dames Grand Cross en Knights en Dames Commander die geen onderdanen zijn van de Britse koning (m.a.w. geen Brits staatsburger of van een ander land waarvan de koning het staatshoofd is) mogen niet de ridderlijke titel voeren. Voorbeeld is Bill Gates die geridderd was tot Knight Commander of the British Empire en zich dus niet "Sir William" mag noemen maar wel "William Henry Gates III, KBE" (tenzij hij zich laat naturaliseren tot Brits staatsburger).

De onderscheiding van dame-commandeur wordt veel vaker verleend dan die van ridder-commandeur. Dat komt doordat hooggeplaatste vrouwelijke rechters geen Knight Bachelor (ridder, maar niet in een ridderorde) kunnen worden zoals hun mannelijke collegae. Zij worden daarom in de Orde van het Britse Rijk benoemd.

### De postnominale letters

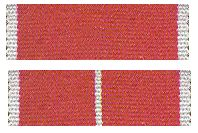
Linten van de civiele en militaire divisies van de Orde van het Britse Rijk.

In het Verenigd Koninkrijk en in het Gemenebest is het gebruikelijk om het bezit van onderscheidingen, titels en lidmaatschap van bepaalde instituten aan te duiden met postnominale letters achter de naam. Voor de Orde van het Britse Rijk zijn de volgende postnominale letters voorgeschreven:
- GBE
- KBE en DBE
- CBE
- OBE
- MBE

De letters GMBE (Grand Master of the Order of the British Empire) zijn niet gebruikelijk.

## Versierselen

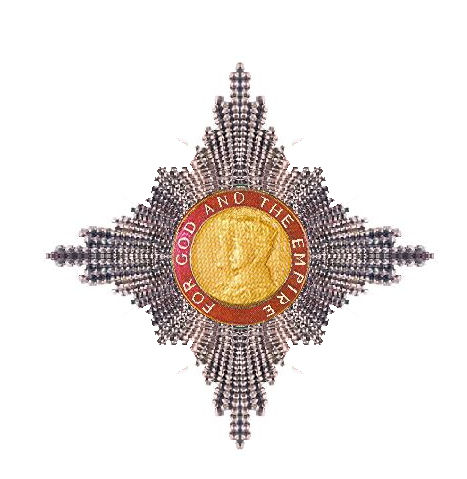
Plaque van een ridder-commandeur

- Het kruis is een gouden, lichtblauw geëmailleerd kruis met afgeronde punten. In het midden is een gouden medaillon geplaatst met de portretten van de gekroonde George V en koningin Mary. Daaromheen is een rode band met het motto van de orde in gouden letters gelegd. Op de keerzijde is het gouden monogram van George V als koning en keizer van het Verenigd Koninkrijk en India aangebracht. Boven het kleinood is als verhoging een gouden kroon aangebracht.

Het grootkruis is vrij zwaar en groot maar de kruisen worden steeds iets kleiner bij de lagere rangen in de orde.
Voor 1937 was Brittania, de Britse maagd, afgebeeld in het medaillon. Het lint was tot 1937 paars of in de Militaire Divisie, paars met een brede rode streep in het midden.
- De gouden geëmailleerde keten heeft elf grote en twaalf kleine schakels. De grote schakels stellen zeeleeuwen met drietanden voor, de kleinere schakels tonen het koninklijk wapen en de initialen: "GRI".
- De ster is van zilver en heeft acht punten Op de ster is het medaillon van de orde gelegd.
- De plaque is van zilver en heeft vier korte en vier lange stralen. Op de plaque is het medaillon van de orde gelegd.
- Het lint was tot 1937 paars, maar is nu rozerood met parelgrijze randen. De militaire divisie kent een grijze middenstreep die vroeger rood was. De mantel was bij de oprichting van paars satijn, maar werd in 1937 opnieuw ontworpen, nu in roze zijde.

Op de zilveren medaille is Brittania afgebeeld. Rondom haar is de tekst: "For God and the Empire" en "For Merituous Service" (voor verdienstelijke dienst) geplaatst. Op de keerzijde staat het monogram van de stichter.
Alle graden en de medaille worden op rokkostuum en soms op smokingjasjes als miniaturen gedragen. Militairen dragen modelversierselen, opgemaakte versieringen, miniaturen of, op dagelijks uniform, een baton.

## Beambten of officieren
De Britse orden kennen ‘officers’ die de orde besturen en de ceremoniële taken vervullen. De Orde van het Britse Rijk kent als enige orde officieren als graad in de orde en daarom heten de ‘officers’ hier ‘officials’. Er is een prelaat, dat is de bisschop van Londen, een deken, een secretaris, een archivaris, een wapenkoning en een ceremoniemeester, de ‘Gentleman Usher of the Purple Rod’. Er zijn in de 20e eeuw vijf purple rods geweest, de huidige purple rod sinds 30 november 2000 Alexander Graham.
Zijn voorgangers werden allen als ridder-grootkruis in de orde opgenomen.

## Geschiedenis
De orde is de meest recente en heeft meer leden dan de andere Britse ridderorden. Koning George V stelde de orde in omdat zijn land in de Eerste Wereldoorlog democratischer was geworden en een onderscheiding nodig was voor de talloze mensen die zich voor de koning en het rijk hadden ingezet. De orden van het Bad en Sint-Michaël en Sint-George werden alleen aan de regerende elite verleend. In de eerste jaren na de oprichting werd door velen erg op de Orde van het Britse Rijk neergekeken.
De instelling van een nieuwe ridderorde van de Britse staat, voor het eerst sinds honderd jaar, was het antwoord op de ongeëvenaarde wijze waarop de Britse bevolking in de Eerste Wereldoorlog bij de oorlogsvoering werd betrokken. Voor het eerst was de oorlog geen zaak van huurlingen en adellijke officieren die een kabinetsoorlog uitvochten, voor het eerst werd de gehele de bevolking in de oorlogsvoering betrokken. De totale oorlogen van de 20e eeuw vroegen om grotere offers, aan het front en aan het thuisfront, dan ooit tevoren. De Orde van het Britse Rijk was de eerste Bitse ridderorde waarin ook vrouwen werden opgenomen. De orde werd ook gebruikt om vreemdelingen te belonen die de Britten in de strijd, voornamelijk tegen Duitsland en Turkije, hadden bijgestaan. In het begin van de oorlog was het voor de ambtenaren in Londen een bittere pil dat het leger en de marine zo'n groot beslag legden op de enige beschikbare orden, de exclusieve Orde van het Bad en de even aanzienlijke Orde van Sint-Michaël en Sint-George.
In 1918 werd de Orde van het Britse Rijk in een Militaire Divisie en een Civiele Divisie opgedeeld. Tussen de twee divisies is geen verschil in rang, wanneer een militair voor verdiensten in het leger een MBE met een zilveren middenstreep (kenmerk van de Militaire Divisie) heeft ontvangen zal deze na verdiensten in het burgerleven worden vervangen door een OBE van de Civiele Divisie, zonder de middenstreep.
Het was de intentie van George V dat de Orde van het Britse Rijk na de oorlog in brede kring zou worden toegekend. Zo werd de Orde van het Britse Rijk de tegenhanger van orden als de Orde van Oranje-Nassau in Nederland.
De eerste versierselen droegen een afbeelding van Britannia in het medaillon. In 1935 werd zij vervangen door de gekroonde portretten van George V en koningin Mary.
De onderscheiding werd in eerste instantie overal in het Britse rijk verleend, toen de regeringen van de dominions Canada en Australië bezwaar gingen maken tegen het verlenen van Britse adeldom aan hun onderdanen werden daar eigen onderscheidingen, waaraan geen adeldom is verbonden, ingevoerd. In Nieuw-Zeeland werd jarenlang wél benoemingen gedaan maar ook daar is de nu een eigen onderscheiding ingevoerd. In Papoea-Nieuw-Guinea worden op voordracht van de premier van dat land nog wel benoemingen, soms ook in de twee hoogste graden met hun automatische verheffing in de adelstand, gedaan.
Het aantal gedecoreerden in de twee laagste graden is onbeperkt en ieder jaar mogen worden er maximaal 858 officieren en 1464 leden benoemd. Het aantal leden in de hogere graden van de orde is wel aan limieten gebonden. Volgens de statuten zijn er 100 grootkruisen, 845 ridders-commandeur en
8960 Commandeurs.

Opvallend is dat de meeste benoemingen in de twee hoogste graden honorair en zijn en dus in het buitenland worden toegekend. De graad van dame-commandeur is daarentegen de meest gebruikelijke wijze om een dame in de adelstand te verheffen. Waar een belangrijke rechter als Knight Bachelor wordt geridderd zal de Britse regering zijn vrouwelijke collega in een van de twee hoogste graden in de Orde van het Britse Rijk opnemen.
In 2004 werd een rapport van Hayden Phillips over de orde door een commissie van het Lagerhuis besproken. De parlementariërs pleitten voor een naamsverandering; "Order of British Excellence" zou beter in deze tijd passen en "companion" in plaats van "Commander" zou minder militaristisch klinken. Deze aanbevelingen werden door de regering niet overgenomen.

De aanbeveling van Sir Hayden om net als in Europese landen (en Canada) een draagteken (knoopsgatversiering) voor op de revers in te voeren werd in 2007 gerealiseerd. De regering koos niet voor een systeem met rozetten en gouden en zilveren galons zoals in Nederland gebruikelijk is maar voerde een rozet in dat door alle rangen én de medailles zal mogen worden gedragen.

## Heraldiek en ceremonieel

Wapenschild van een Ridder Commandeur de Orde van het Britse Rijk.

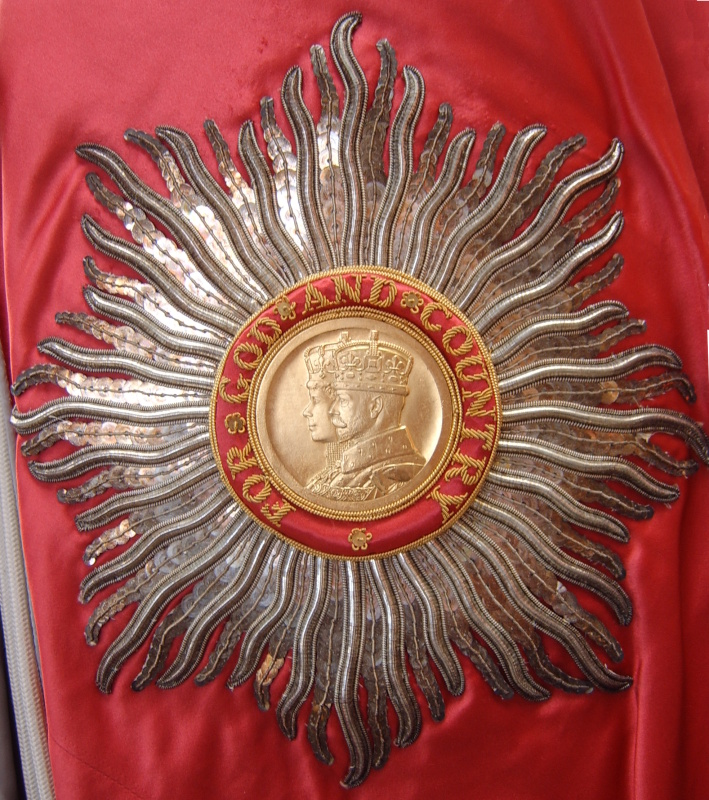
de chaton of geborduurde ster van de grootkruisen wordt op de mantel bevestigd.

Anders dan Nederland en België heeft het Verenigd Koninkrijk strenge en in de wet vastgelegde regels voor de heraldiek. Niet iedereen mag een wapen voeren. Het onbevoegd voeren van een wapen en het onbevoegd gebruiken van een heraldisch privilege, zoals het in het wapen opnemen van pronkstukken kan worden vervolgd. Daarop wordt in Engeland en Wales toegezien door de Earl Marshall, in Schotland is een eigen heraldische autoriteit, een wapenkoning die de Lord Lyon King of Arms wordt genoemd belast met toezicht op de heraldiek en het onbevoegd gebruik van wapens en pronkstukken.
Aan de Orde van het Britse Rijk zijn heraldische privileges en gebruiken verbonden. De grootkruisen mogen de keten om hun wapenschild hangen. Grootkruisen en commandeurs hangen rond hun wapen ook een ronde band, "circlet" genoemd, met het motto van de orde. Deze circlet wordt naar het uitkomt rond of gedeeltelijk achter het wapen geplaatst. De ridders en dames-commandeurs hangen hun kleinood aan een lint onder de circlet.
Grootkruisen mogen twee schildhouders in hun wapen plaatsen. Andere leden van de orde geven het kleinood van de orde een passende plaats in hun wapen. Het is niet ongebruikelijk om een kruis van een van de twee lagere graden in de Orde van het Britse Rijk naast of schuin boven het schild af, op een "eervolle plaats" te beelden.
In het Verenigd Koninkrijk zijn de ridderorden, anders dan in de meeste landen op het vasteland van Europa, nog steeds levende organisaties die bijeen komen en plechtigheden vieren. De orde heeft sinds 1966 een kleine kapel in de crypte van Saint Paul's in Londen. Eens in de vier jaar komt de orde in het schip van de kathedraal bijeen en dan worden de nieuwe grootkruisen plechtig geïnstalleerd. De plechtigheid gaat met veel pracht en praal gepaard, de Britse koning en de ridders- en dames-grootkruis dragen bij die plechtigheid hun rozerode mantels en hun gouden keten. De officieren van de orde en de geestelijken worden ook prachtig gekleed. In de grote kathedraal zijn dan 2000 van de ongeveer 100 000 leden van de orde toegelaten. Ook zij dragen bij die gelegenheid hun versierselen op jaquet of uniform. De bescheiden kapel is met symbolen van de Orde van het Britse Rijk versierd maar er wordt geen gelegenheid gegeven om de banieren en wapenschilden, zwaarden en helmen met helmtekens op te hangen zoals bij de Orde van het Bad of de Orde van de Kousenband.

## Bekende titelhouders

### Nederlanders
- Frits Hijmans (1881-1954), uroloog (OBE)
- François van 't Sant (1883-1966), politieman, vertrouweling koningin Wilhelmina (CBE)
- Jan Goudriaan (1893-1974), econoom en president-directeur van de NS (MBE)
- Jan Marginus Somer (1899-1979), kolonel (OBE)
- Dirk van Boetzelaer (1901-1980), militair commandant van de provincie Utrecht (OBE)
- Christiaan Jan Willem van Waning (1901-1989), commandeur tit., CBE[4]
- Johan Willem Hugo van den Wall Bake (1901-1993), lt.admiraal (OBE)[5]
- Cornelis Moolenburgh (1901-1997), luitenant-ter-zee eerste klasse (OBE)[6]
- Johannes Stephanus Bax (1902-1967), marineofficier (OBE)
- Koene Dirk Parmentier (1904-1948), vliegenier (OBE);[7]
- Harry Linthorst Homan (1905-1989), Luitenant-kolonel (OBE)
- Willem Jan Kruys (1906-1985), vice-admiraal, oorlogsactiviteiten, Timorferry Hr.Ms. Tjerk Hiddes. (OBE, military division)
- Kate ter Horst en Jan ter Horst, (1906-1992), oorlogsactiviteiten Market Garden (MBE)
- Dirk Matzer van Bloois (1907-1991), burgemeester (OBE)
- Willem Dirk van Os (1911-19??), chef technische dienst KLM (OBE), oorlogsactiviteiten luchtbrug Lissabon-Londen
- Johan Hendrik Weidner (1912-1994), verzetsman (MBE)
- Joannes Laurens van Elsen (1913-2004), verzetsman (MBE)
- Jo Cals (1914-1971), minister-president (GBE)
- Antonius Hendrikus Musters (1914-1986), Priester, lid Rome Escape Line (MBE)
- Bram van der Stok (1915-1993), vliegenier (MBE)
- Max Schuchart (1920-2005), vertaler (MBE)
- Guup Krayenhoff (1922-2011), voorzitter van het Nederlandse Rode Kruis, voorzitter van de Raad van Bestuur van AkzoNobel, (CBE)
- Jan Valkestijn (1928-2017), kerkmusicus (MBE)
- Bernard Haitink (1929-2021), dirigent (KBE)
- Chris Petter (1933-2017), werkzaamheden voor het Airborne Cemetery, Oosterbeek, ontvangst familieleden gesneuvelden (MBE)[8]
- Adriaan Groeneweg (1934-2010), Airborne Museum bestuurder; historicus Market Garden (OBE)[9]
- Pim Blanken (1940-2016), burgemeester (OBE)
- Roy Spiekerman van Weezelenburg (1940), generaal-majoor der Mariniers, (CBE)
- Hajo Bruining (1944-1991), ingenieur Philips natlab, leider verzetsgroep, captain staff CNF, (VHK, MBE military division)[10]
- Hans Onderwater (1946), historicus, schrijver van boeken over de RAF en de Tweede Wereldoorlog, (MBE)[11]
- Pouwel Vos (1950-2014), voorzitter Airborne Wandeltocht (OBE)
- Ben Verwaayen (1952), CEO van Alcatel-Lucent (KBE)
- Gerrit Pijpers (1957), luitenant-kolonel van de Koninklijke Luchtmacht, (OBE)[12][13]
- Sarina Wiegman, bondscoach voetbal, (2023, CBE in the Foreign Office list, honoriair commandeur).[14]

### Belgen
- Walthère Dewé (1880-1944), verzetsman (OBE)
- Alfred Caenepeel (193-1973), dierenarts en de Ieperse specialist van de Eerste Wereldoorlog (OBE)[15]
- Roger Morsa (1909-1950), Belgische verzetsstrijder,(1948) (OBE)
- Albert Mélot (1915-2010), Belgisch verzetsman (OBE)
- Antoon Verschoot (1925-2007), brandweerman (MBE)
- Guy Gruwez (1928), Honorary Chairman Last Post Association (OBE)
- Daniël Demey (1930-1995), bugelspeler (MBE)[16]
- Olivier Vanneste (1930-2014), ere-gouverneur van de Provincie West-Vlaanderen (KBE)
- Robrecht Dewitte (1933-2009), bestuurder (MBE)
- Emmanuel de Merode (1940), natuurbeschermer (KBE)
- Paul Buysse (1945-2023), bestuurder (CBE)
- Paul Breyne (1947), ere-Commissaris-Generaal van der Herdenking WOI (KBE)
- Erwin Ureel (1960), oud-militair, initiatiefnemer Welsh National Memorial (WO1-Langemark), Scottish Frezenberg Memorial (WO1-Zonnebeke), (MBE)[17]
- Jan Louagie (1961), secretaris Talbot House Association (MBE)[18]
- Christophe Onraet (1962), luitenant-kolonel, ere-provinciecommandant van de Provincie West-Vlaanderen, vice-president Royal British Legion Ypres Branch[19]
- Benoit Mottrie (1965), voorzitter Last Post Association (OBE) [20]
- Peter Slosse (1965), diensthoofd Toerisme Ieper en Zakelijk Directeur In Flanders Fields Museum (OBE)[21]
- Lutgarde Vandeput (197?), archeoloog en directeur van het British Institute at Ankara (MBE)[22]
- Regula Ysewijn (1983), culinair schrijver en specialist in de Britse cultuur en keuken (MBE)[23]